# H-Bomb
H-Bomb war eine französische Speed- und Heavy-Metal-Band aus Draveil, die 1981 gegründet wurde und sich ca. 1986 auflöste.

## Geschichte
Die Band wurde im November 1981 von dem Bassisten Phillipe Garcia und dem Gitarristen Armando Ferreira gegründet. Nachdem die Band einen Plattenvertrag bei dem niederländischen Label Rave-On Records unterzeichnet hatte, erschien hierüber 1983 die EP Coup de Metal. Nach Auftritten zusammen mit Def Leppard, Accept, Acid, Trust und Anvil in Frankreich, verließ der Gitarrist Christian Martin die Gruppe.

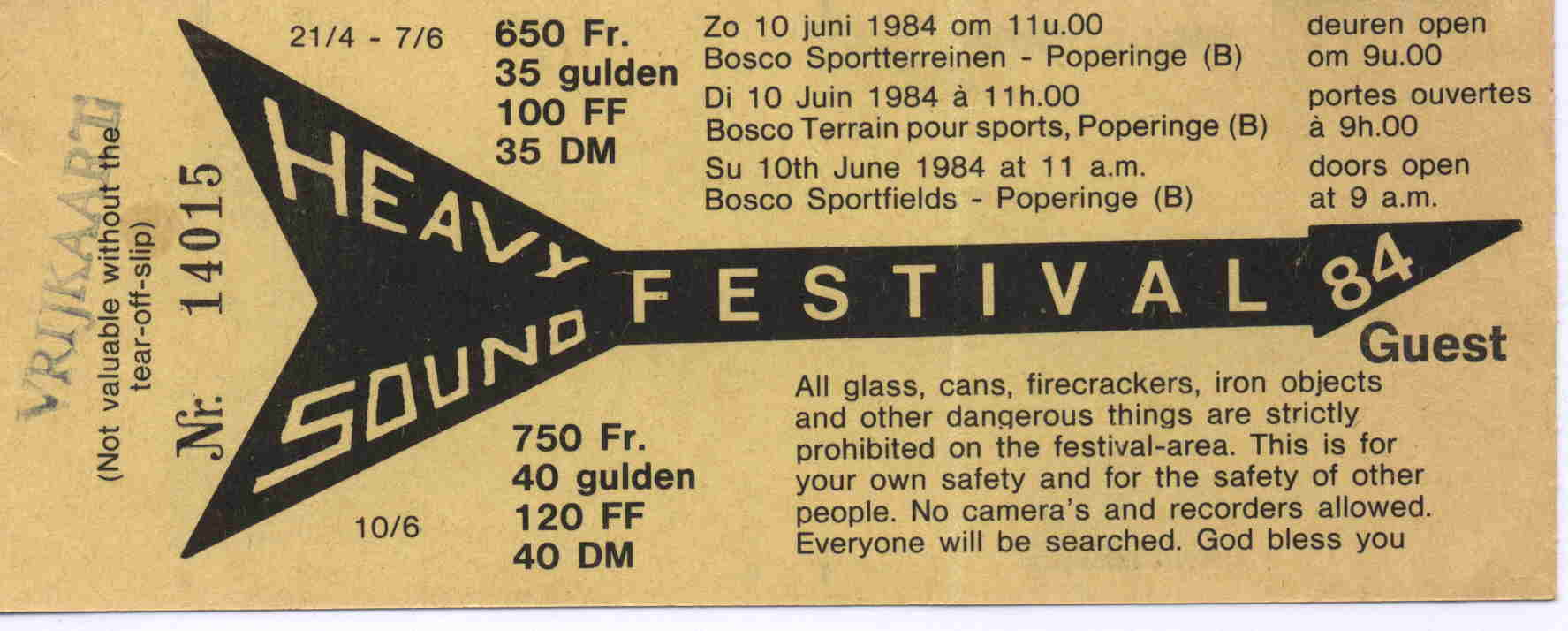
Anzeige des Heavy Sound Festivals 1984

Durch Armando Ferreira kontaktiert, nahm dessen Bruder Paul diesen Posten ein, woraufhin 1984 das Debütalbum Attaque erschien. Im selben Jahr war die Band unter anderem auf dem Heavy Sound Festival zu sehen. Nach der Veröffentlichung des Albums kam David Potter aka Patrick Diamond als neuer Sänger hinzu. Die Band versprach sich durch den damit einhergehenden Wechsel von französischen zu englischen Texten einen größeren kommerziellen Erfolg, der jedoch ausblieb. 1986 erschien die Single Stop the Lights, die eine Coverversion des Montrose-Songs Space Station No. 5 als B-Seite enthält. Im selben Jahr wurde außerdem die EP To Feel Is Pain veröffentlicht. Danach löste sich die Band auf. 2009 erschien über Axe Killer Records die Kompilation Axe Killer Warrior's Set: Attaque / H Bomb.

## Stil
Martin Popoff schrieb in seinem Buch The Collector’s Guide of Heavy Metal Volume 2: The Eighties über Coup de Metal, dass hierauf schneller und ungestümer Metal im Stil von Accept zu hören ist. Attaque gebe sich ruhiger und dafür kommerzieller, sei jedoch immer noch recht „heavy“ und wild. Allerdings klängen die Songs nun versteifter und unsicherer.
D. Bomb Hartmann vom Metal Hammer befand, dass Coup de Metal einen „fetzigen Heavy Metal-Sound“ beinhaltet. Besonders beeindruckt fühlte er sich durch den Gesang, wobei er es als schade empfand, dass die Texte auf Französisch seien, da somit viele Leute die Inhalte nicht verstehen könnten. Die EP sei sehr schnell und hart, wobei sich die hohe Geschwindigkeit vor allem im schnell gespielten Schlagzeug äußere. Ein paar Ausgaben später rezensierte Hartmann Attaque und merkte an, dass sich in Sachen Geschwindigkeit nichts verändert hat, jedoch seien auch langsamere Stücke enthalten. Insgesamt würden sich die Songs durch Spielfreude und Energiereichtum auszeichnen, wobei der Song Substance mort in den Riffs starke Parallelen zu Kiss aufweise. Die Texte seien weiterhin auf Französisch.
Holger Stratmann vom Rock Hard verglich die Band in seiner Rezension zu Coup de Metal mit dem kurz zuvor erschienenen Album von Sortilège, wobei sich H-Bomb jedoch ein wenig härter gebe. Vier Ausgaben später rezensierte Frank Trojan Attaque und resümierte, dass das Album das hohe Niveau der Vorgänger-EP nicht halten kann. Er fühlte sich vor allem durch den französischen Gesang gestört, sodass die Songs trotz guter Produktion nur Mittelmaß seien. Die Lieder seien meist hart und schnell.

## Diskografie
- 1983: Coup de Metal (EP, Rave-On Records)
- 1984: Attaque (Album, Rave-On Records)
- 1986: Stop the Lights (Single, Axe Killer Records)
- 1986: To Feel Is Pain (EP, Axe Killer Records)
- 2009: Axe Killer Warrior's Set: Attaque / H Bomb (Kompilation, Axe Killer Records)